# Rinaldo Brancaccio
Rinaldo Brancaccio, a volte denominato Brancacci (Napoli, 1350/1360 – Roma, 27 marzo 1427), è stato un cardinale italiano.

## Biografia
Nacque a Napoli dall'antica famiglia dei Brancaccio. Oltre a lui, altri membri della famiglia intrapresero la carriera religiosa, tra cui il fratello Francesco. Nulla si sa riguardo alla sua istruzione giovanile.

## Carriera ecclesiastica
Fu prima abate e poi accolito del Papa. Durante il concistoro del 17 dicembre 1384 a Nocera, venne elevato a cardinale diacono da papa Urbano VI. Il 16 ottobre 1385, con altri tre cardinali, andò a Genova, dove si trovava il Papa, e lì ottenne la diaconia di San Vito in Macello Martire. Partecipò a ben sei conclavi: il conclave del 1389, il conclave del 1404, il conclave del 1406, il conclave del 1409, il conclave del 1410 e infine il Concilio di Costanza del 1417. Papa Gregorio XII, eletto nel 1406, lo nominò commendatario del titolo cardinalizio di Santa Maria in Trastevere. Nel biennio 1409-1410 fu per due volte cardinale protodiacono. In quest'ultimo anno partecipò anche al Concilio di Pisa, dove incoronò il neoeletto antipapa Giovanni XXIII, il quale lo nominò cardinale vicario di Campagna e Marittima. Al conclave del 1417, toccò incoronare invece papa Martino V. L'anno seguente, dopo esserne stato il vescovo, venne nominato amministratore apostolico della diocesi di Aversa, incarico questo che mantenne fino alla sua morte, che avvenne a Roma, il 27 marzo 1427.

## Sepoltura
Le sue spoglie furono in seguito traslate a Napoli e da lì sepolte nella chiesa di Sant'Angelo a Nilo, da lui eretta insieme all'ospedale adiacente e riposano nel monumento funebre a lui dedicato, opera di Donatello, Michelozzo di Bartolomeo e Pagno di Lapo Portigiani.